# Santa María (Juárez Hidalgo)
Santa María es una localidad de México, localizada en el municipio de Juárez Hidalgo en el estado de Hidalgo.

## Geografía
Se encuentra en la región geográfica de la Sierra Alta; a la localidad le corresponden las coordenadas geográficas 20° 50’ 59.011” de latitud norte y 98° 52’ 33.227” de longitud oeste, con una altitud de 1825 m s. n. m. Cuenta con un clima templado subhúmedo con lluvias en verano, de menor humedad.
En cuanto a fisiografía se encuentra en la provincia de la Sierra Madre Oriental, dentro de la subprovincia del Carso Huasteco; su terreno es de sierra. En lo que respecta a la hidrografía se encuentra posicionado en la región del Pánuco, dentro de la cuenca el río Moctezuma, y en la subcuenca del río Amajac.

## Demografía
En 2020 registró una población de 864 personas, lo que corresponde al 29.84 % de la población municipal. De los cuales 405 son hombres y 459 son mujeres.
| Gráfica de evolución demográfica de Santa María entre 1900 y 2020 |
|                                                                   |
| Población registrada por los censos y conteos del INEGI.          |